# Allocosa woodwardi
Allocosa woodwardi este o specie de păianjeni din genul Allocosa, familia Lycosidae. A fost descrisă pentru prima dată de Simon, 1909.
Este endemică în Western Australia. Conform Catalogue of Life specia Allocosa woodwardi nu are subspecii cunoscute.